# Stoppa världen - jag vill stiga av

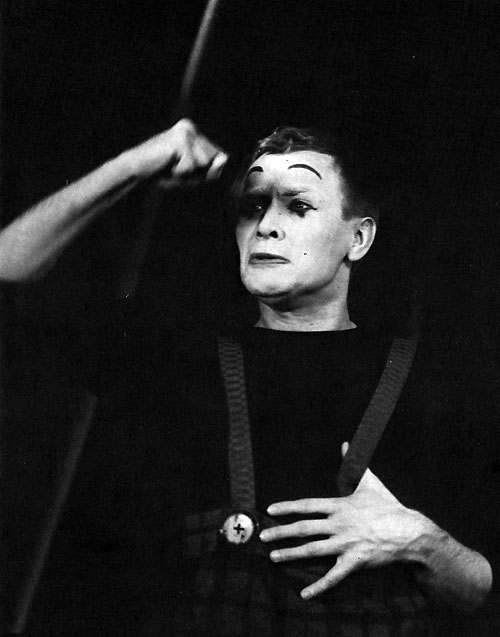
Jan Malmsjö som Lilleman i Scalauppsättningen 1963.

Stoppa världen – jag vill stiga av (engelska: Stop the World – I Want to Get Off) är en engelsk musikal i cirkusmiljö från 1961 med musik och text av Leslie Bricusse och Anthony Newley. 

## Historia
Musikalen hade premiär på Queen's Theatre i London 20 juli 1961 med Anthony Newley både i huvudrollen som clownen "Lilleman" och som regissör. Newley följde sedan med till Broadway 1962, där den gick 555 gånger.
Den svenska premiären ägde rum på Scalateatern i Stockholm 1963 med Jan Malmsjö och Anna Sundqvist i huvudrollerna. Det blev Malmsjös stora genombrott. Den sattes även upp på GöteborgsOperans Skövdescen med premiär den 6 februari 2004.

## Handling
Musikalen följer Lillemans liv från födsel till död och är till stor del pantomim och enmansteater. En kvinnlig motspelare gestaltar såväl Lillemans hustru Evie som hans tre karikerade älskarinnor: ryskan Anja, tyskan Ilse och amerikanskan Ginnie. Kända melodier från musikalen är "Bygga upp ett stort berg" och "Vad för en tok är jag?".